# Jugend und Tollheit
Jugend und Tollheit ist ein deutscher Stummfilm in drei Akten von Urban Gad aus dem Jahr 1912. Er zählt zu den verschollenen Filmen des Regisseurs.

## Handlung
Leutnant Ernst von Prangen holt seinen Vormund, den Gutsbesitzer Peter von Prangen, am Bahnhof ab. Er macht gute Miene zum bösen Spiel: Nicht nur hat er Schulden angehäuft, die er von Peter beglichen haben will. Zudem will er von Peter die Zustimmung zur Heirat mit der schönen, aber armen Lehrerstochter Jesta Müller. Peter stimmt zu, Ernsts Schulden zu begleichen. Eine Heirat von Ernst und Jesta lehnt er jedoch ab. Was Ernst und Jesta nicht wissen ist, dass Peter selbst in finanziellen Schwierigkeiten steckt und sein Gut bereits hoch verschuldet ist. Zurück auf seinem Gut wird Peter von seinem Nachbarn Graabe aufgesucht, der seinen Wechsel von 130.000 Mark beglichen haben will. Er weiß, dass Peter das Geld nicht bezahlen kann und schlägt ein Geschäft vor: Der Wechsel wird vernichtet, wenn sich Ernst mit Graabes Tochter Sophie verlobt.
Peter berichtet Ernst von dem Handel, den er gerne eingehen würde und der am Ende Peter und Ernst helfen würde. Auch Ernst ist in einer Zwickmühle, hat er doch seinem Vormund viel zu verdanken. Es ist Jesta, die zu kämpfen bereit ist. Mithilfe ihres Bruders und der Perücke ihres Vaters verwandelt sie sich in einen jungen Mann und begleitet so ihren Geliebten auf die Fahrt. Ernst wiederum darf Jestas Streich nicht verraten und stellt sie auf dem Gut des Vaters als seinen Freund „Klette“, einen Studenten, vor. Es kommt zu allerlei Verwicklungen, die vor allem auf Jestas geheimzuhaltender Identität und den Schwierigkeiten, richtig als Mann aufzutreten, beruhen. Sie versagt beim Skatspiel, muss Grog trinken und Zigarren rauchen und soll sich mit Ernst ein gemeinsames Schlafzimmer teilen, woraufhin sie sich mit einem Kissen in Peters Arbeitszimmer flüchtet und dort übernachtet. Auch am nächsten Tag folgen weitere Peinlichkeiten: Jesta muss notgedrungen auf einem Pferd reiten und entgeht beim Barbier nur knapp dem Perückenschnitt, muss sich jedoch rasieren lassen. Auf dem Gut versucht Jesta wiederum, jede Minute bei Ernst zu verbringen, während Peter und Graabe versuchen, Ernst und Sophie ungestörte Zeit miteinander verbringen zu lassen. Peter und Graabe wollen sie zum Herrenschwimmen überreden, doch Jesta kann rechtzeitig flüchten und in letzter Sekunde auch eine intime Szene zwischen Ernst und Sophie verhindern. Der alte Graabe ist darüber so erbost, dass er Sophie den Wechsel über 130.000 Mark zur Verwendung überlässt. Notgedrungen stimmen Peter und Ernst der Verlobung Ernsts mit Sophie zu, die schon am nächsten Sonntag bei einem Gartenfest verkündet werden soll.
Jesta versucht zwar weiterhin, die gemeinsamen Treffen von Sophie und Ernst zu stören, besinnt sich jedoch bald auf eine andere Taktik. Sie will Sophie selbst verführen. Jesta animiert Sophie zum Alkoholtrinken und beide gehen im Mondschein spazieren. Es kommt zum Handkuss und schließlich zum innigen Kuss auf den Mund und engen Umarmungen – beobachtet von Ernst. Als sie zudem vorgibt, dass Sophie sie nie lieben würde, weil sie durch den Wechsel Ernst in ihrer Hand habe, gibt Sophie ihr als Pfand ihrer Liebe in ihrem Zimmer den Wechsel. Jesta manipuliert die Zimmerlampe so, dass alle im Garten sitzenden Herrschaften ihre vermeintliche Liebesszene im Zimmer als Schattenriss erkennen können. Die Gesellschaft glaubt, Sophie und Ernst zu sehen, doch tritt Ernst an ihren Tisch, gerade als Graabe die Verlobung von Ernst und Sophie verkündet hat. Entrüstet eilen alle in Sophies Zimmer und reißen sie und Jesta auseinander. Dabei geht Jestas Perücke verloren. Sophie erweist sich als faire Verliererin. Sie erkennt, dass Jesta Ernst liebt und setzt auch durch, dass der hohe Wechsel nicht sofort eingelöst werden muss. Gemeinsam gehen alle zur Feiergesellschaft zurück und Sophie verkündet zum Erstaunen aller, dass Jesta und Ernst sich verlobt haben.

## Produktion
Jugend und Tollheit wurde im Sommer 1912 innerhalb einer Woche im Bioscop-Atelier Neubabelsberg gedreht. Nach Der Totentanz, Die Kinder des Generals, Wenn die Maske fällt und Mädchen ohne Vaterland war es der fünfte Teil der Asta Nielsen/Urban Gad-Serie 1912/13. Die Zensur prüfte den Film im September 1912. Im Dezember 1912 muss der Film erstmals dem Aufführungsplan sämtlicher Nielsen-Filme folgend aufgeführt worden sein; die früheste nachgewiesene Aufführung stammt jedoch erst vom 3. Januar 1913.
Jugend und Tollheit lief in zahlreichen Ländern in den Kinos, darunter in den USA (Januar 1914, Lady Madcap's Way), Italien (1913, Giovinezza e follia), Frankreich (Februar 1913, Ce que femme veut), Luxemburg (März 1913) und den Niederlanden (1913).
Es ist keine erhaltene Kopie des vermutlich 900 Meter langen Films bekannt.

## Kritik
Die zeitgenössische Kritik lobte Nielsens Spiel: „Asta Nielsen steht der Herrenanzug vorzüglich, sie sieht glänzend aus und spielt die lustige Intrige mit viel Humor und Grazie“, so die dänische Politiken. Auch Urban Gads Ausflug ins komische Fach wurde gelobt: 

„Er […] hat diesmal seinen Scheinwerfer nach des Lebens heiteren Seite spielen lassen und mit der Hand des Meisters ein Stückchen sonnigen Milieus herausgegriffen. Er hat den Personen seines Lustspiels eine tüchtige Dosis prächtigen Humors gegeben und mit dieser Eigenschaft insbesondere seine von Asta Nielsen verkörperte Heldin in so reichem Masse ausgestattet, dass die Wirkung beim Zuschauer nicht ausbleiben konnte.
Die spannende Handlung, die reiche Fülle Situationskomik, das warme, pulsierende Leben, das den reizenden Dreiakter durchströmt, werden ‚Jugend und Tollheit‘ zu einer Filmschöpfung machen, die jeden Theaterbesucher voll befriedigt und ihn das Bewusstsein mit sich nehmen lässt, sich herzlich amüsiert zu haben.“

Asta Nielsen selbst beschrieb Jugend und Tollheit 1928 rückblickend als „ein naives, aber ulkiges Lustspiel, worin ich als junges Mädchen in Männerkleidung mit einem unternehmungslustigen Onkel auf Abenteuer ausgehe.“
„Asta Nielsens Hosenrollen-Filme gehören zum Witzigsten und Einfallsreichsten, was zu dieser Zeit an Komödie produziert wurde“, so die Kritik rückblickend.